# Biserica Domnească din Câmpulung
Biserica Domnească, cu hramul Adormirea Maicii Domnului, este un monument istoric din Câmpulung, România.

## Istoric
Biserica Domnească din Câmpulung a fost ctitorită în anul 1567 de către Doamna Chiajna, soția domnitorului Mircea Ciobanu (1545-1552; 1553-1554) si fiul său Petru cel Tânăr  (1559-1568). Forma inițială a edificiului religios a durat până în timpul domniei lui Nicolae Mavrocordat (circa 1720). Datorită degradărilor avansate biserica a  fost rezidită, conform unei pisanii din anul 1721, prin aportul financiar al domnitorului și ispravnicului câmpulungean Jupan Vornicul.  
În forma actuală Biserica Domnească a fost ridicată în anii 1870-1889, având drept ctitori pe: Ion Colan, Anton Paul, preot Petru Hănulescu, Ion Marinescu, Tase Pireșeanul. Pe zidul din fața bisericii apar două pisanii: cea din stânga este datată în anul 1721 având litere chirilice, din perioada ridicării celei de a doua biserici, iar pisania din dreapta este datată in anul 1889, reprezentând actualul edificiu.Având temelii din piatră de Albești,este cel mai mare edificiu religios din Municipiul Câmpulung, având 33 m lungime, 14 m lățime la naos  și 8 m la pronaos, este cea mai mare biserică din municipiul Câmpulung. 
Pictura interioară a fost realizată de către Gheorghe Stoenescu (elev al pictorului Gheorghe Tăttărescu) și fiii săi. Biserica este pictată în stilul modern, fiind restaurată și in intervalul 1955-1977.  
În apropierea bisericii a fost intemeiată o școală de către domnitorul Țării Românești Antonie Vodă din Popești. Acest lăcaș de cult a fost numit și Biserica Grecilor.   